# Scopula sparsipunctata
Scopula sparsipunctata är en fjärilsart som beskrevs av Paul Mabille 1900. Scopula sparsipunctata ingår i släktet Scopula och familjen mätare. Inga underarter finns listade.